# إينكوراج فلمز
شركة إينكوراج فيلمز المحدودة (باليابانية: 株式会社エンカレッジフィルムズ، بالروماجي: Kabushiki-gaisha Enkarejji Firumuzu) هو استوديو رسوم متحركة ياباني، تأسس في 5 أغسطس عام 2008، ويقع مقره في حي نيريما في طوكيو.

## أعمال الاستوديو

### مسلسلات أنمي تلفزيونية
| العنوان                       | المخرج            | تاريخ بداية العرض | تاريخ نهاية العرض | عدد الحلقات | المراجع |
| ----------------------------- | ----------------- | ----------------- | ----------------- | ----------- | ------- |
| Senki Zesshō Symphogear ‏      | تاتسوفومي إيتو    | 6 يناير 2012      | 30 مارس 2012      | 13          | [ 2 ]   |
| إيتوتاما                      | فوميتوشي أويزاكي  | 9 أبريل 2015      | 25 يونيو 2015     | 12          | [ 3 ]   |
| نحب الأرز                     | يوتا يامازاكي     | 5 أبريل 2017      | 21 يونيو 2017     | 12          | [ 4 ]   |
| Hitorijime My Hero            | يوكينا هيرو       | 8 يوليو 2017      | 23 سبتمبر 2017    | 12          | [ 5 ]   |
| Love Kome: We Love Rice 2     | يوتا يامازاكي     | 5 أكتوبر 2017     | 21 ديسمبر 2017    | 12          | [ 6 ]   |
| ميرك ستوريا                   | فوميتوشي أويزاكي  | 11 أكتوبر 2018    | 27 ديسمبر 2018    | 12          | [ 7 ]   |
| ساحر غشّ إيسيكاي               | داسكي تسوكوشي     | 10 يوليو 2019     | 25 سبتمبر 2019    | 12          | [ 8 ]   |
| Is the Order a Rabbit? BLOOM ‏ | هيرويوكي هاشيموتو | 10 أكتوبر 2020    | 26 ديسمبر 2020    | 12          | [ 9 ]   |

### أونا
| العنوان               | المخرج           | تاريخ بداية العرض | تاريخ نهاية العرض | عدد الحلقات | المراجع |
| --------------------- | ---------------- | ----------------- | ----------------- | ----------- | ------- |
| Ontama!               | فوميتوشي أويزاكي | 7 اغسطس 2009      | 6 نوفمبر 2009     | 5           | [ 10 ]  |
| Miyakawa-ke no Kūfuku | يوتاكا ياماموتو  | 29 أبريل 2013     | 1 يوليو 2013      | 10          | [ 11 ]  |
| إيتوتاما              | فوميتوشي أويزاكي | مايو 2021         | —                 | 1           | [ 12 ]  |

### أوفا
| العنوان                             | المخرج       | تاريخ بداية العرض | تاريخ نهاية العرض | عدد الحلقات | المراجع |
| ----------------------------------- | ------------ | ----------------- | ----------------- | ----------- | ------- |
| Zetsumetsu Kigu Shōjo Amazing Twins | جونيتشي ساتو | 26 فبراير 2014    | 25 يونيو 2014     | 2           | [ 13 ]  |

## وصلات خارجية
- الموقع الرسمي (باليابانية)